# Szuniawa
Szuniawa (słow. Šuňava, niem. Schönau, węg. Szépfalu) – wieś (obec) na Słowacji położona w kraju preszowskim, w powiecie popradzkim. Pierwsze wzmianki o miejscowości pochodzą z roku 1269. 
Według danych z dnia 31 grudnia 2010, wieś zamieszkiwały 1934 osoby, w tym 969 kobiet i 965 mężczyzn.
W 2001 roku rozkład populacji względem narodowości i przynależności etnicznej oraz religijnej wyglądał następująco:
- Słowacy – 97,67%
- Czesi – 0,21%
- Polacy – 0,05%
- Węgrzy – 0,05%

- katolicy – 97,24%
- ewangelicy – 0,32%
- grekokatolicy – 0,11%
- inni – 0,11%
- przynależność niesprecyzowana – 1,64%
- niewierzący – 0,58%

## Przypisy

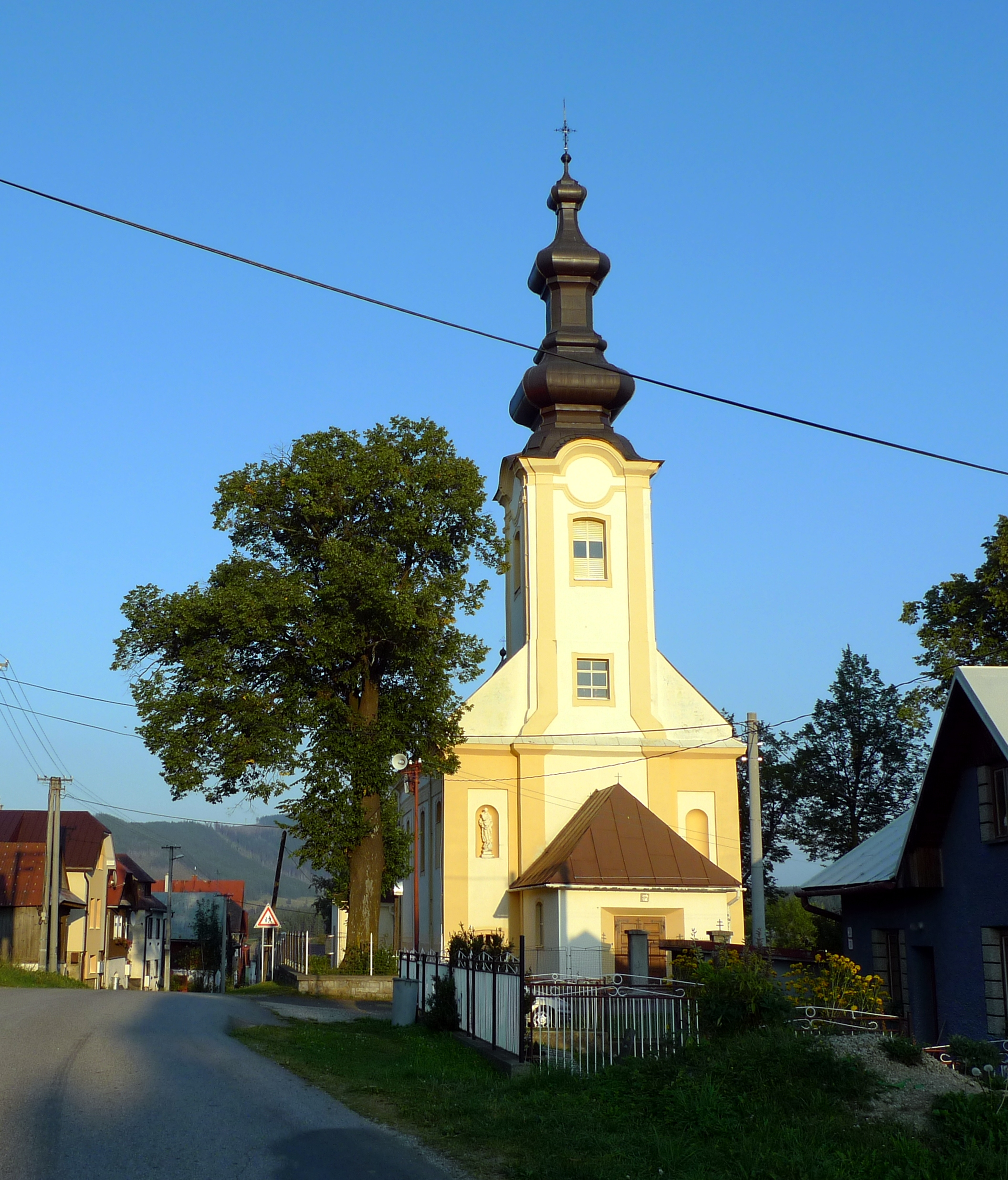